# Отон Мебес
Отон Карлович фон Мебес (на руски: Оттон Карлович фон Мебес) е полковник от лейб-гвардейски Егерски полк, участник в Руско-турската война 1877 – 1878 г. и  битката при Телиш.

## Биография
Отон Мебес роден на 30 октомври 1835 г. в дворянско семейство от Лифландската губерния на Руската империя. Баща му Карл фон Мебес е доктор по медицина. Завършва Класическа гимназия в Санкт Петербург и постъпва в университета на града – Факултет „източни езици“. По време на Кримската война през 1855 г. се увлича по военната кариера и постъпва като унтер-офицер в лейб-гвардейски Егерски полк, където остава до смъртта си. През 1863 г., Отон Мебес, в чин поручик, участва в потушаването на полските бунтове. За показаната храброст получава две бойни награди: Орден Свети Станислав и Орден Света Анна 3-та степен с мечове. През 1871 г. вече като капитан е назначен за флигел – адютант, а през 1874 г. е повишен в чин полковник. С избухването на Руско – турската война през август 1877 г. се отправя със своя полк към Дунав. Сбогувайки се със близки и приятели, споделя предчувствието си, че ще загине във войната.

## Смърт
На 12/24 октомври 1877 г. егерите са определени да атакуват турския редут при Телиш, а Мебес води най-отпред своя 1-ви батальон. Само на няколко крачки от редута е повален от вражески куршум. Близките войници от 2-ра рота правят опит да изнесат своя командир, но са избити от турските стрелци. Атаката е неуспешна, а при отстъплението тялото му остава на бойното поле. Когато след четири дни гарнизонът на Телиш се предава, са изпратени команди от полка да съберат телата на мъртвите си другари. Тялото на полковник Мебес е открито голо и ограбено, заедно с телата на поручик Перепелицин 2-ри, подпоручик Шилдбах и прапоршчик Гресбек. След ден е открито и тялото на капитан Базилевски 2-ри. Не са открити телата на поручик Лев Кашерининов и подпоручик Александър Романов, които впоследствие се разбира, че са пленени полуживи, измъчвани и изгорени от турците.
Офицерите са погребани с военни почести на 30 октомври в обща братска могила в Горни Дъбник. Встрани от пътя за София е изкопана яма дълбока 1 1/2 аршина – около 1 метър. Отдолу е застлана със слама. Телата са спуснати в бял покров. Когато музиката спира, свещеника прочита кратка молитва и споменава шест имена – включително и тези на неоткритите офицери. Накрая ямата е зарита, а отгоре на могилата е поставен обикновен дървен кръст.
Няколко дни след погребението и по желание на роднините му, тялото на полковник Мебес, заедно с това на Николай Шилдбах, е ексхумирано, балсамирано и транспортирано обратно в родината. На 6 ноември тялото му е съпроводено от трима войници от полка, взели участие в битката при Телиш и доставено с куриерски влак в Санкт Петербург. След опело в лютеранската църква Света Анна, Отон Мебес е погребан тържествено в присъствието на многобройна публика.
По думите на хората, които са го познавали, Мебес е бил отличен командир и стрелец, а заради своят открит и благороден характер и душевни качества, се е ползвал с всеобща любов и уважение в целия егерски полк.

## Памет
Името на Отон Карлович Мебес е изписано върху Черния паметник при Телиш заедно с имената на другите загинали офицери.

## Семейство
- баща – Карл Юлий Якоб фон Мебес,
- майка – Отилия фон Мебес,
- съпруга – Олга Григориевна фон Мебес,
- деца – Григорий Отонович фон Мебес; Алексей фон Мебес, Вера фон Мебес,
- братя и сестри – Шарлота фон Мебес, Каролин фон Мебес, Карл фон Мебес, Конрад фон Мебес, Клаудия фон Мебес, Отилия фон Мебес и Валдемар фон Мебес,
- полубратя и полусестри – Филипина Каролина Шарлота фон Мебес, Вилхем фон Мебес, Евалд Херман Август фон Мебес и Юлий Карл Херман фон Мебес.[5]